# نوبویوکی آبه (بازیکن فوتبال)
نوبویوکی آبه (انگلیسی: Nobuyuki Abe؛ زادهٔ ۲۷ آوریل ۱۹۸۴) فوتبالیست اهل ژاپن است که در پست دروازه‌بان بازی می‌کند.
از باشگاه‌هایی که در آن بازی کرده‌است می‌توان به توکیو اشاره کرد.